# Bartomeu Puig i de Galup
Bartomeu Puig i de Galup (Sitges, 1828 - Barcelona, 24 d'abril de 1884) va ser un metge i taxidermista català.
Es va llicenciar l'any 1851 en Medicina i Cirurgia a la Universitat de Barcelona. A l'any següent, es va traslladar a Madrid per ampliar estudis a la Universitat Central, on fou deixeble de Marià de la Pau Graells. El 1862 va aconseguir el grau de doctor en Medicina amb la tesi titulada De la moral en el médico.
Va participar entre 1862 i 1864 a la Comissió Científica del Pacífic, expedició en la qual es va fer càrrec de la taxidèrmia i conservació d'exemplars. Entre els companys de l'expedició, s'hi trobava el metge i botànic de Setcases, Joan Isern Batlló. Abandonà l'expedició per casar-se amb la filla d'un ric terratinent espanyol resident a Xile.
Va tornar a Espanya el 1865, on es reincorporà a la seva plaça d'ajudant dissecador i conservador del Gabinet d'Història Natural de la Universitat de Barcelona, a la qual va cedir diversos objectes procedents de l'Expedició del Pacífic, contribuint a l'enriquiment de la col·lecció, la més antiga de Catalunya i una de les poques espanyoles que conserva aquest material del segle xix. La peça més curiosa, però, és el pingüí que va oferir al santuari de la Mare de Déu del Vinyet, on encara avui es conserva entre sants i exvots. Es jubilà el 1880, quan era ajudant de la càtedra d'Història Natural de la Facultat de Ciències